# Morva (település)
Morva (szlovákul: Moravany) község Szlovákiában, a Kassai kerület Nagymihályi járásában.

## Fekvése
Nagymihálytól 15 km-re nyugatra, az Ondava völgyében, 110 m magasságban fekszik.

## Története
A régészeti leletek tanúsága szerint már az i.e. 5700-5400-as években éltek emberek a falu területén.
Első írásos említése 1252-ből származik, amikor a Bogátradvány nemzetség birtoka. Templomát a 14. századtól említik, az 1332 és 1337 között készített pápai tizedjegyzék István nevű papját is megemlíti. A 15. század közepén a falu szakrális épülete a mai temető területén épített fakápolna volt, mely a 17. századig szolgált. A század elejétől tért hódított a reformáció. 1600-ban 14 adózó porta, két nemesi kúria, továbbá templom, plébánia és iskola állt a településen. A 17. századig a település általában „Morwa” alakban szerepel az oklevelekben, szlovák neve először a 18. században bukkan fel. 1715-ben már csak 8 adózó portája volt. A 18. század végére a falu újra fejlődésnek indult. 1761-ben a templomot visszakapták a katolikusok. 1787-ben 89 házában 676 lakos élt.
A 18. század végén Vályi András így ír róla: „MORVA. Tót falu Zemplén Várm. földes Ura Székelly Uraság, lakosai külömbfélék, fekszik Vasárhelyhez 1/2 órányira, Rakóczhoz pedig fél fertálynyira, határja három nyomásbéli, gabonát leg inkább terem, búzát, és egyebet középszerűen, tölgyes, és bikkes erdeje van, bővelkedik rétekkel, piatza Homonnán, és Nagy Mihályon.”
A 19. században az Andrássy család birtoka. A templomot 1814-ben bővítették. 1830-ban már működött az evangélikus iskola is.
Fényes Elek 1851-ben kiadott geográfiai szótárában így ír a faluról: „Morva, tót falu, Zemplén vgyeben, az Ordava mellet, ut. p. N.-Mihályhoz 1/2 órányira: 366 romai, 214 görög kath., 107 evang., 112 reform., 100 zsidó lak., 903 hold termékeny szántóföldekkel, vizimalommal, erdővel. F. u. többen.”
1856-ban az evangélikusok új templomot építettek.
Borovszky Samu monográfiasorozatának Zemplén vármegyét tárgyaló része szerint: „Morva, az Ondava mentén fekvő kisközség. Házainak száma 155 s nagyobbára tótajkú, róm. kath. vallású lakosaié 885. Postája Rákócz, távírója és vasúti állomása Bánócz. Murva alakban már 1247-ben a Bogáth-Radvány nemzetség osztálylevelében, Lukács birtokaként van említve. A Rákóczyak ősi birtoka, a hol a XV. században a Gyapoly családnak is vannak részei, melyeket 1450-ben a Rákóczyak zálogba vesznek. Ezidőtájt merül fel a Morvai család is, mely itt bizonyos részekre nézve igényt támaszt. 1463-ban a Csapiak, 1464-ben a Buttkayak is szerepelnek s 1508-ban Morvay Ambrust, 1521-ben Zbugyai Bernátot némely részeibe, 1524-ben pedig Buttkay Pétert egy kúriába iktatják. Az 1598-iki összeíráskor Morvay Andráson, Györgyön és Jánoson kívül Rákóczy Zsigmond, György, Ferencz s Lajos és Rákóczy Mihály özvegye a földesurai; 1747-ben Dravetzky Lászlót, 1750-ben Péchy Évát s 1754-ben Okolicsányi Jánost iktatják részbirtokokba. 1774-ben gróf Szirmay László, Menyhért, József és Sándor, Székely Lajos, Budaházy László és Anna, Barkóczy Imre, Kéry Pál, Aiszdorfer Sámuel, Okolicsányi János, az Eszenyi, Sziráky és Szulyovszky családok a birtokosai. Most gróf Andrássy Gézának van itt nagyobb birtoka. A mult század huszas éveiben a község nagy részét tűz hamvasztotta el. 1663-ban a pestis s 1831-ben a kolera látogatta meg. Két temploma közül a római katholikus a mult század elején, a református pedig 1856-ban épült. Ide tartozik Radoczin-tanya és Lucskócz-puszta. Ez utóbbi hajdan község volt és a XV. században már Luskolcz és Luskolczfölde néven szerepelt. Lehet, hogy az 1247 körül élt Bogáth-Radvány-nembeli Lukácstól vette a nevét, melyet azután a tót lakosok elferdítettek. Egyébiránt Morva község sorsában osztozott. Ugyancsak Morva környékén szerepel egy 1390-iki oklevélben Oroszfalu község, mely 1464-ben már, mint praedium, a Buttkay családbeliek birtoka.”
1920-ig Zemplén vármegye Nagymihályi járásához tartozott.

## Népessége
| Év:            | 1994. | 2004.   | 2014.   | 2024.   |
| -------------- | ----- | ------- | ------- | ------- |
| Emberek száma: | 1051  | 1040    | 1047    | 1034    |
| Eltérés:       |       | -1,04 % | +0,67 % | -1,24 % |

| Év:            | 2023. | 2024.   |
| -------------- | ----- | ------- |
| Emberek száma: | 1025  | 1034    |
| Eltérés:       |       | +0,87 % |

1910-ben 906-an, többségében szlovák anyanyelvűek lakták, jelentős magyar kisebbséggel.
2001-ben 1011 lakosából 1006 szlovák volt.
2011-ben 1044 lakosából 1021 szlovák volt.

## Nevezetességei
- Római katolikus temploma a 14. században épült, 1814-ben bővítették.
- Evangélikus temploma 1856-ban épült.